# Martyn Grimley
Martyn Andrew Grimley (Halifax, 24 januari 1963) is een hockeyer uit het Verenigd Koninkrijk. Grimley speelde in totaal 178 interlands voor het Engelse elftal en het Britse hockeyelftal. 
Tijdens het Wereldkampioenschap 1986 in eigen land moest Grimley met het Engelse elftal in de finale buigen voor Australië.
Grimley behaalde zijn grootse succes met het winnen van olympisch goud tijdens de spelen van Seoel, door in de finale West-Duitsland met 3-1 te verslaan.

## Erelijst
- 1985 -  Champions Trophy in Perth
- 1986 -  Wereldkampioenschap in Londen
- 1987 - 4e Champions Trophy in Amstelveen
- 1987 -  Europees kampioenschap in Moskou
- 1988 –  Olympische Spelen in Seoel